# Tato Laviera
Abraham "Tato" Laviera, né le 9 mai 1950 à San Juan au Porto Rico et mort le 1er novembre 2013 à New York (à 63 ans), est un auteur de théâtre, musicien et poète portoricain, connu pour être une figure du mouvement nuyoricain.

## Ouvrages
- La Carreta Made a U-Turn (Houston: Arte Público Press, 1979)
- AmeRícan (Houston: Arte Público Press, 1985)
- Enclave (Houston: Arte Público Press, 1985)
- Mainstream Ethics-Etica Corriente (Houston: Arte Público Press, 1988)
- Mixturao and Other Poems (Houston: Arte Público Press, 2008)